# Black Souls (Kismet)
Kismet (alternativer Titel: Black Souls) ist eine satirische Komödie des Regisseurs Andreas Thiel nach einem Drehbuch von Kai Hensel mit Steffen Wink, Fatih Akın, Jule Ronstedt und Axel Milberg in den Hauptrollen.

## Handlung
Der strebsame, aber etwas naive Jura-Student Jan (Steffen Wink) fühlt sich in der Beziehung mit seiner Freundin Christine (Jule Ronstedt) unwohl und macht aus heiterem Himmel Schluss. Auf dem Weg nach Hause hält er kurz an, um eine Flasche Wasser zu kaufen. Dabei hört er aus einem nahe gelegenen Park Schreie. Als er nachsieht, findet er die Leiche einer jungen Frau und ihren mutmaßlichen Mörder Tony (Fatih Akın). Als Jan die Polizei alarmieren will, bittet Tony um fünf Minuten, um seine Unschuld zu beweisen. Diese fünf Minuten sollen die ganze Nacht dauern und alle Beteiligten entdecken verborgene, dunkle Seiten an sich.

## Kritiken
„Ein gelungener Debütfilm über die Unentrinnbarkeit des vorherbestimmten Schicksals, der das bewährte Thema verflochtener Einzelschicksale in der Großstadt-Nacht aufgreift und dabei effektvoll zwischen Thriller und Groteske changiert“